# Lombez
Lombez is een gemeente in het Franse departement Gers (regio Occitanie). De plaats maakt deel uit van het arrondissement Auch. Lombez telde op 1 januari 2022 2.188 inwoners.
Van 1317 tot de Franse Revolutie was Lombez een bisschopsstad. De gotische kathedraal Sainte-Marie werd gebouwd in de veertiende en vijftiende eeuw.

## Geschiedenis
In de achtste eeuw werd hier een abdij  gesticht door benedictijnen van de Abdij Saint-Thibéry. In 1317 werd de abdij door paus Johannes XXII verheven tot bisdom. De abdij werd geseculariseerd en omgevormd naar een kapittel van kanunniken. De bisschoppen van Lombez hadden ook de wereldlijke macht over het land van Savès en droegen de titel van graaf. In 1793 werd het bisdom Lombez opgeheven en bij het Concordaat van 1801 werd het niet opnieuw opgericht. In 1800 werd Lombez de onderprefectuur van een arrondissement. De onderprefectuur werd gevestigd in het voormalig bisschoppelijk paleis. In de negentiende eeuw werden een gerechtsgebouw en een markthal gebouwd en werden de middeleeuwse stadsmuren gesloopt. In 1921 werd het arrondissement Lombez opgeheven.

## Geografie
De oppervlakte van Lombez bedroeg op 1 januari 2022 19,55 vierkante kilometer; de bevolkingsdichtheid was toen 111,9 inwoners per km². De Save stroomt door de gemeente.

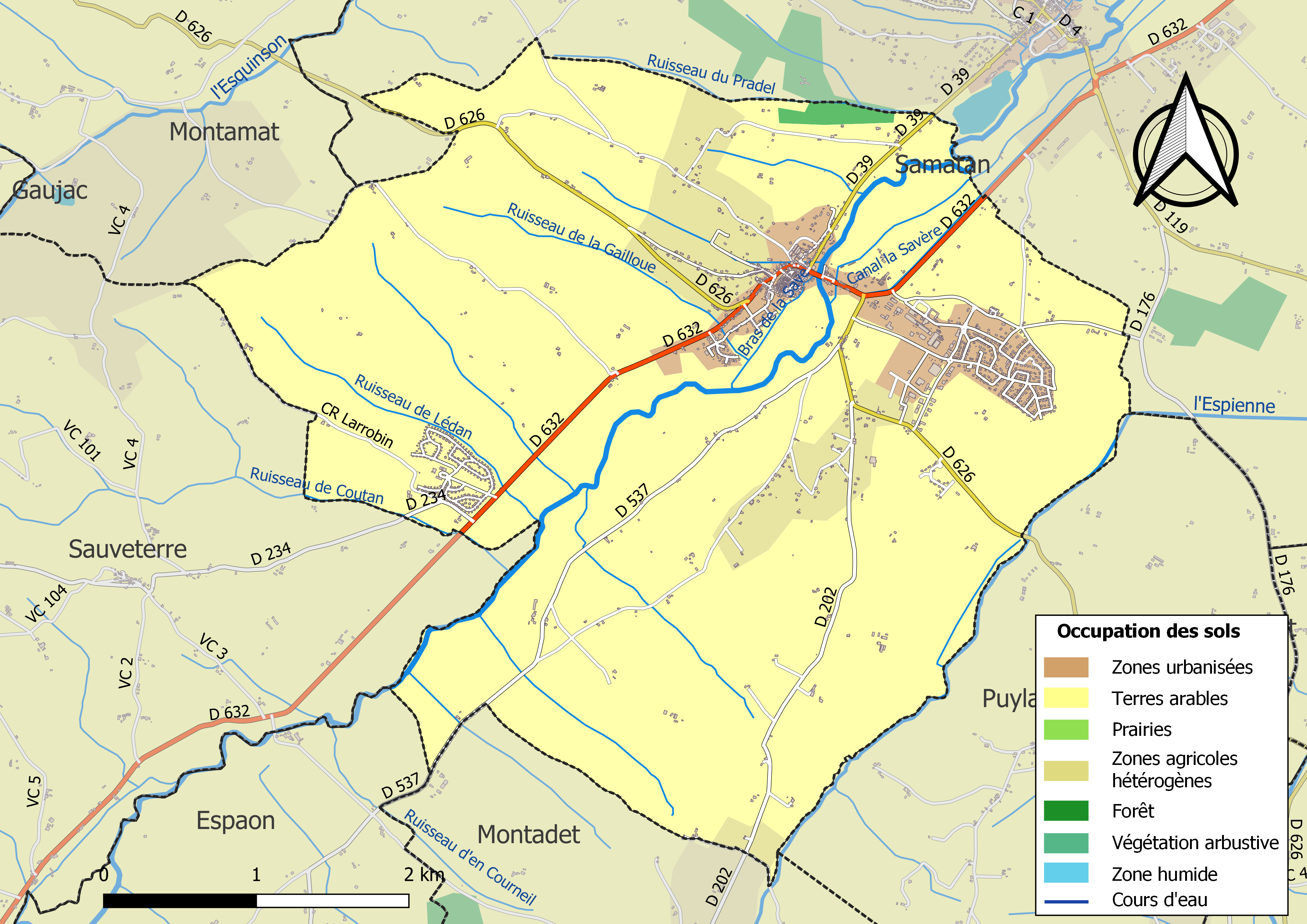
Kaart van de gemeente met belangrijkste infrastructuur, bodemgebruik en omliggende gemeenten

## Demografie
Onderstaande figuur toont het verloop van het inwonertal (bron: INSEE-tellingen).

## Erfgoed

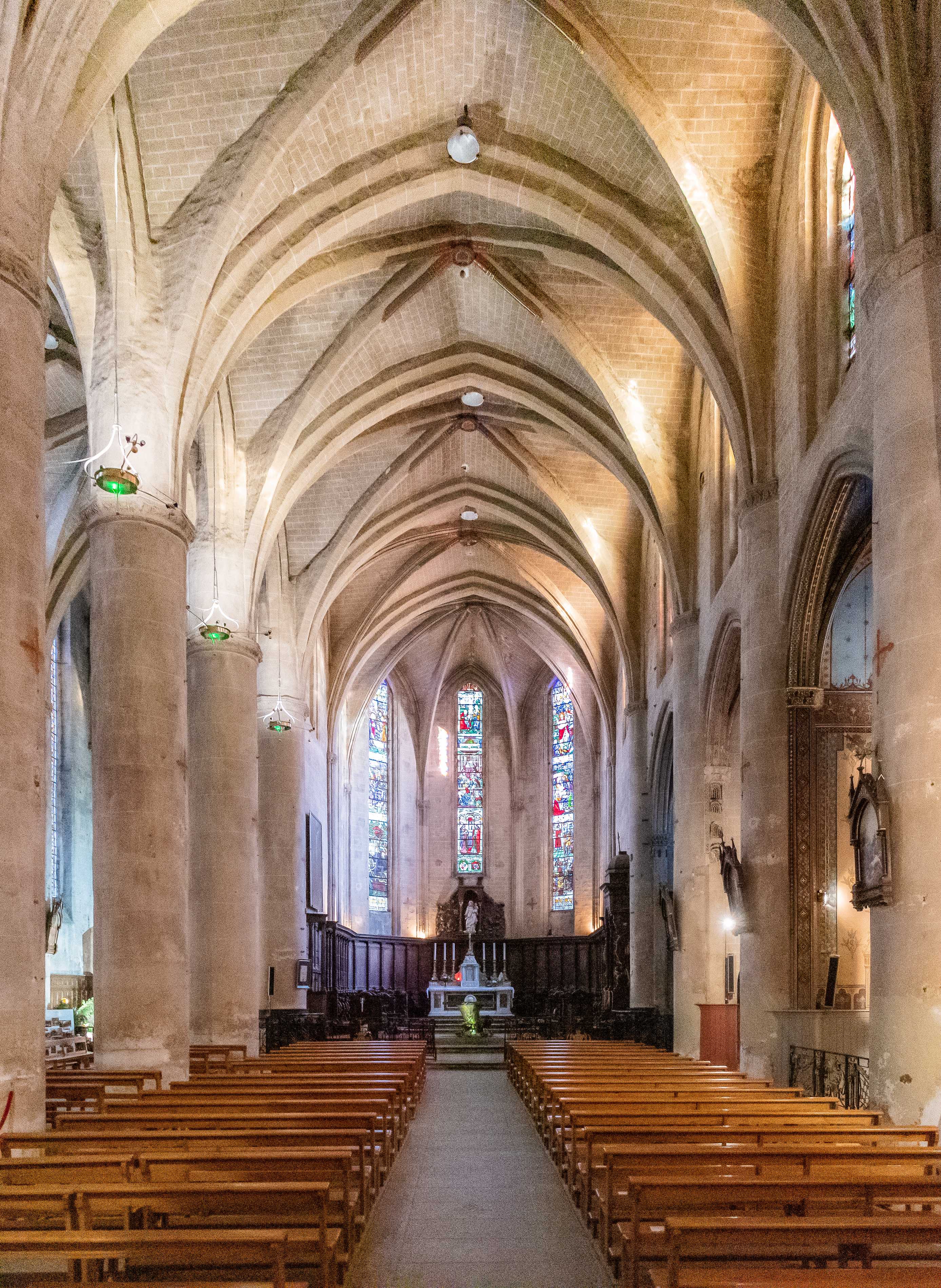
Interieur van de kathedraal

Van de voormalige abdij Notre-Dame resten enkel een molen, een visvijver en het bijhorende kanaal. Met de bouw van de kathedraal Sainte-Marie werd begonnen in 1346 en het gebouw kwam klaar in de vijftiende eeuw. De 42-meter hoge klokkentoren is gebouwd naar het voorbeeld van die van de basiliek Saint-Sernin in Toulouse. De kathedraal bestaat uit een klein en een groot schip. Binnenin is het gebouw rijk versierd door de opeenvolgende bisschoppen van Lombez, die vaak afkomstig waren uit voorname adellijke families. Het gemeentehuis werd in 1820 gebouwd in neoklassieke stijl. Het ligt buiten de vroegere stadsomwalling.